# سفارة المغرب في روسيا
سفارة المغرب في روسيا هي أرفع تمثيل دبلوماسي لدولة المغرب لدى روسيا. تقع السفارة في موسكو وهي تهدف لتعزيز المصالح المغربية في روسيا.
السفير الحالي هو لطفي بوشعراء منذ 25 يونيو 2019

## سفراء المغرب
| الإسم                    | المنصب | تاريخ التعيين   | تاريخ تقديم أوراق الإعتماد | تاريخ الانتهاء | ملك المغرب               | رئيس روسيا                                                       |
| ------------------------ | ------ | --------------- | -------------------------- | -------------- | ------------------------ | ---------------------------------------------------------------- |
| البشير بلعباس التعاارجي  | سفير   | 1959            |                            | 1961           | محمد الخامس              | نيكيتا خروتشوف                                                   |
| عبد الكبير الفاسي الفهري | سفير   |                 |                            | 15 مايو 1967   | الحسن الثاني             | نيكيتا خروتشوف                                                   |
| عبد الهادي الصبيحي       | سفير   | 15 مايو 1967    |                            | 1 أغسطس 1970   | الحسن الثاني             | ليونيد بريجنيف                                                   |
| عبد الله الشرفي          | سفير   | 1971            |                            | 1973           | الحسن الثاني             | ليونيد بريجنيف                                                   |
| محمد السجلماسي‘          | سفير   | 1973            |                            | 1976           | الحسن الثاني             | ليونيد بريجنيف                                                   |
| المعطي جوريو             | سفير   | 1976            |                            | 1978           | الحسن الثاني             | ليونيد بريجنيف                                                   |
| عبد الخالق القباج        | سفير   | 1978            |                            | 1985           | الحسن الثاني             | ليونيد بريجنيف/يوري أندروبوف/قسطنطين تشيرنينكو/ميخائيل غورباتشوف |
| المهدي مراني زنطار       | سفير   | 1986            |                            | 1990           | الحسن الثاني             | ميخائيل غورباتشوف                                                |
| رفيق الحداوي             | سفير   | 12 ديسممبر 1988 |                            | 1992           | الحسن الثاني             | ميخائيل غورباتشوف/بوريس يلتسن                                    |
| عبد السلام زنيند         | سفير   | 1992            |                            | 1995           | الحسن الثاني             | بوريس يلتسن                                                      |
| أحمد بورزايم             | سفير   | 5 نوفمبر 1996   |                            | 2000           | الحسن الثاني/محمد السادس | بوريس يلتسن                                                      |
| عبد المالك جداوي         | سفير   | 2000            |                            | 2005           | محمد السادس              | فلاديمير بوتين                                                   |
| نور الدين السفياني       | سفير   | 11 يناير 2006‘  |                            | 2008           | محمد السادس              | فلاديمير بوتين                                                   |
| عبد القادر لشهب          | سفير   | 7 نوفمبر 2008   | 29 مايو 2009               | 25 يونيو 2019  | محمد السادس              | فلاديمير بوتين/دميتري ميدفيديف/فلاديمير بوتين                    |
| لطفي بوشعراء             | سفير   | 25 يونيو 2019‘  | 5 فبراير 2020              |                | محمد السادس              | فلاديمير بوتين                                                   |

## وصلات خارجية
- قائمة سفارات المغرب
- قائمة السفارات في روسيا